# Missed the Boat
«Missed the Boat» es la sexta canción y el segundo sencillo del álbum We Were Dead Before the Ship Even Sank, de la banda Modest Mouse. Fue lanzado el 20 de marzo del 2007. La canción alcanzó el puesto #24 en el Billboard Modern Rock Tracks.
James Mercer de The Shins hace coros en esta canción.

## Video musical
En el 2007, Apple Inc. y Modest Mouse pidieron a los fanes que hicieran una filmación para la canción. El concurso terminó el 22 de mayo del 2007. Christopher Mills, quien también dirigió el vídeo de "Float On", dirigió las secuencias de la pantalla verde usadas en el concurso. El vídeo ganador dirigido por Walter Robot, que es Christopher Louie y Bill Barminski, muestra a un robot dirigiéndose a sí mismo en un vídeo sobre un robot que huye lejos de casa.
Otro vídeo, mostrado en MTV2 y Fuse TV, muestra los otros vídeos enviados, con el vídeo ganador apareciendo durante solo 5 segundos.

## Posiciones en listas de popularidad
| Lista de popularidad              | Posición |
| --------------------------------- | -------- |
| U.S. Billboard Modern Rock Tracks | # 24     |